# Un amour de sable
Pour plus de détails, voir Fiche technique et Distribution.
Un amour de sable est un film français réalisé par Christian Lara et sorti en 1977.

## Synopsis
Angela se croit coupable d'un accident de voiture dans lequel son mari et sa maîtresse ont trouvé la mort. Elle est en traitement pour dépression puis en convalescence à Belle-Ile-en-Mer où elle fait la connaissance d'un vétérinaire, intrigué par Angela, qui finit par en tomber amoureux.

## Fiche technique
- Réalisation : Christian Lara
- Adaptation et dialogues : Christian Lara, Bernard Revon
- Production :  Les Films de l'Epée
- Image : Jean-Paul Cornu
- Musique : Paul de Senneville, F. Lecoultre, Olivier Toussaint
- Costumes : Chantal Angélini
- Montage : Reginald Beck
- Durée : 90 minutes
- Visa délivré  : 23 mars 1977
- Date de sortie : 1977

## Distribution
- Jacques Weber : Pierre Gouin
- Anne Dolans : Angela
- Évelyne Dassas : Mademoiselle Marthe
- Christine Laurent : Cécile
- Jean-Jacques Moreau : Bernard
- Florence Giorgetti : Danielle
- Catherine Cazan : Florence
- Paul-Clément Devigny : Jean
- Caroline Silhol : Véronique
- Silke Humel : Ingrid
- Florence Brunois : Floflo
- Nanette Corey : Ginette
- Jean Luisi : le médecin-chef
- Anne Parillaud : la jeune fille avec un petit chat